# Художествена галерия „Илия Бешков“ (Плевен)
Художествена галерия „Илия Бешков“ в Плевен е сред най-големите градски художествени галерии в България.

## История
Основана е през 1958 г., по инициатива на работещите в Плевен художници като филиал на Историческия музей. През 1978 г. Художествената галерия е преместена в специално построен оригинален архитектурен ансамбъл с експозиционна площ над 2500 m².

## Фондове
Тук се съхраняват над 6000 произведения на изкуството, обособени в различни фондове: „Живопис“, „Графика“, „Скулптура“, „Икони“, а също и специфичните „Илия Бешков“, „Ангел Спасов“, „Пленери“. С много добрата си акустика галерията е домакин на концерти, моноспектакли, литературни презентации, авторски рецитали, конференции и семинари.
През 1999 година галерията е отличена с диплом на Министерството на културата на Република България за принос в развитието и популяризирането на българската култура.

## Събития

### Пътуващи изложби
- През лятото на 2016 г. 110 творби на Илия Бешков са изложени в галерия „Гъбенски“ в Трявна.[2]
- Гостуващата изложба, посветена на 117-та годишнина от рождението на Илия Бешков, в Пазарджик. [3]
- Във връзка с 60-годишнината от смъртта на Илия Бешков изложба „Златни страници на българската илюстрация“ е организирана в Силистра. [4]
- През ноември – декември 2018 г. по инициатива на Художествената галерия „Илия Бешков“ – Плевен и Министерство на културата гостува изложба „Златните страници на българската илюстрация“ в Поморие. [5]
- В Разград, януари 2019 г.[6]

### Съвместни изложби
- Изложба „Илия Бешков – страсти и свят“ през 2017 г. е показана в София и Пловдив, с експонати от над 150 карикатури и други произведения на Бешков. Творбите са притежание на публични и частни колекции, както и от архива на семейството на художника. Множество от експонатите са собственост на Художествена галерия „Илия Бешков” - Плевен, Националната галерия и Софийска градска художествена галерия.[7]